# Jürg Wyttenbach
Jürg Wyttenbach (né à Berne le 2 décembre 1935 et mort le 22 décembre 2021 à Bâle) est un compositeur, chef d'orchestre et pianiste suisse.

## Biographie
Jürg Wyttenbach naît à Berne le 2 décembre 1935 d'un père instituteur, Werner, et d'une mère maîtresse d'école ménagère, Anna Wagner. Il étudie à la haute école des arts de Berne, avec Kurt von Fischer pour le piano et la composition avec Sándor Veress, puis de 1954 à 1957 au Conservatoire de Paris avec Yvonne Lefébure et Joseph Calvet, et enfin à l'école supérieure de musique de Basse-Saxe à Hanovre, où il obtient son diplôme de concert de piano en 1959. 
Depuis sa jeunesse, il soutient une intense activité de concertiste en tant que pianiste et chef d'orchestre, en particulier dans le répertoire des œuvres contemporaines. En tant que chef d'orchestre, il a joué plus de cent œuvres de compositeurs contemporains, pour la plupart, dont beaucoup en création. Il s'est produit avec, entre autres, l'orchestre philharmonique de Dresde, les orchestres de la radio Südwestfunk, le Hessischer Rundfunk et l'orchestre symphonique de Cracovie. Jürg Wyttenbach dirige également de nombreux concerts avec des ensembles plus petits et spécialisés dans la musique nouvelle, tels par exemple l'Ensemble Modern, le Klangforum Wien, l'Ensemble recherche, l'Ensemble de la SIMC de Bâle, l'ensemble L’Itinéraire à Paris et de l'Ensemble Forum de Lyon.

### Enseignement
De 1967 à 2003, Jürg Wyttenbach enseigne une classe piano pour concertiste et depuis 1970, l'interprétation de la musique contemporaine au conservatoire de l'Académie de musique de Bâle.

### Chef d'orchestre invité
Jürg Wyttenbach est régulièrement l'Invité du festival Donaueschingen Musiktage, du Festival d'automne à Paris, lors du Wien modern, au Festival musical de Strasbourg et à l'« Automne de Varsovie ». Le musicien travaille toujours avec l'orchestre Sinfonietta de Bâle. Par exemple, il est invité au festival archipel de Genève et au Festival « Octobre en Normandie » à Rouen avec l'orchestre.

## Œuvres
En tant que compositeur il est d'abord influencé par Béla Bartók, et plus tard, par Mauricio Kagel. Wyttenbach compose principalement des œuvres qui traitent des formes de théâtre (collages de théâtre).
- Exécution ajournée pour quatuor à cordes
- Lamentoroso pour soprano et 6 clarinettistes mâles
- Tarantella pour un violoniste qui danse
- Encore pour une actrice et une violoncelliste
- Harlekinade pour une actrice, deux clowns et quintette à cordes
- Les Divisions pour piano et 9 cordes solistes
- De Metalli les Prophéties de Leonardo da Vinci, pour baryton et orchestre

## Prix
Parmi ses nombreux enregistrements, notamment de la musique contemporaine, il a joué l'ensemble de l'œuvre de Giacinto Scelsi, pour chœur et orchestre, récompensé par le Grand prix du disque et le Prix de la critique allemande de la discographie. En 1993, Jürg Wyttenbach reçoit le Prix artistique de la ville de Bâle, et en 2003 le Prix de l'Association suisse des musiciens.

## Discographie (sélection)
Jürg Wyttenbach a enregistré pour divers labels, notamment Accord, Deutsche Grammophon, Grammont, Hat Hut Records, Musicaphon et Philips.
- Scelsi, Œuvre intégrale pour chœur et orchestre symphonique : Aion ; Pfhat ; Konx-Om-Pax ; Quattro pezzi per orchestra ; Uaxuctum ; Hurqualia ; Chukrum - Chœur et Orchestre de la radio-télévision polonaise de Cracovie, dir. Jürg Wyttenbach (23-24 juin 1988, 1989 et 1990, 3CD Accord 201692)
- Stockhausen, Mantra - Janka Wyttenbach et Jürg Wyttenbach, pianos (novembre 1996, Accord 202252 / 464 269-2)
- Giacinto Scelsi, Kya* ; Yamaon - Marcus Weiss, Johannes Schmidt, basse ; Sylvain Lombard, cor anglais ; Denise Schoechlin, cor ; Isabelle Magnenat, alto ; Daniel Haefliger, violoncelle ; Alberto Geurra, contrebasson ;  Pascal Geay, trompette ; Ives Guigou, trombone ; Jonathan Haskell, contrebasse ; Francois Volpé, percussion ; Ensemble Contrechamps*, dir. Jürg Wyttenbach (1997 et 1998, Hat Hut Records 117)